# Fiat 127
A Fiat 127 kisautó 1971-től 1983-ig volt a Fiat kínálatának része. Az olasz gyártó a Fiat 850-et váltotta le vele.
A Fiat 127 tervezése Pio Manzù nevéhez fűződik, aki olyan formavilágot alkotott, ami azóta is inspirációt jelentett más autógyártók számára. Az autó kompakt méreteivel és praktikus kialakításával egy új irányt mutatott a B-szegmenses autók számára. A Fiat 127-tel bevezetett transzverz motor elrendezés és az elülső kerékmeghajtás mára szinte alapértelmezetté vált minden hasonló típusú autónál
A Fiat 127 nemcsak egy új autó volt, hanem egy új kategória kezdete is. Az autó karosszériaformája és mérnöki megoldásai olyan hatással voltak az iparágra, hogy sok más gyártó is átvette ezeket az elemeket. Az elülső kerékmeghajtású, hatchback kivitel ma már szinte minden szupermini jellegzetessége, de a Fiat 127 volt az első, amely igazán népszerűvé tette ezt a formát.
A Fiat 127 gyártása Olaszországban 1983-ban ért véget, amikor bemutatkozott utódja, a Fiat Uno. Ugyanakkor érdemes megemlíteni, hogy a név tovább élt Brazíliában importált modellek formájában. Ez is jól mutatja, hogy mennyire kedvelt és népszerű volt ez a kisautó világszerte. A Fiat 127 öröksége azonban nemcsak abban rejlik, hogy sok más autót inspirált; ez a modell valóban megváltoztatta azt, ahogyan az emberek a kisautókra tekintenek. Ma már nem csupán közlekedési eszköz, hanem egy életstílus szimbóluma is.

## 1. sorozat

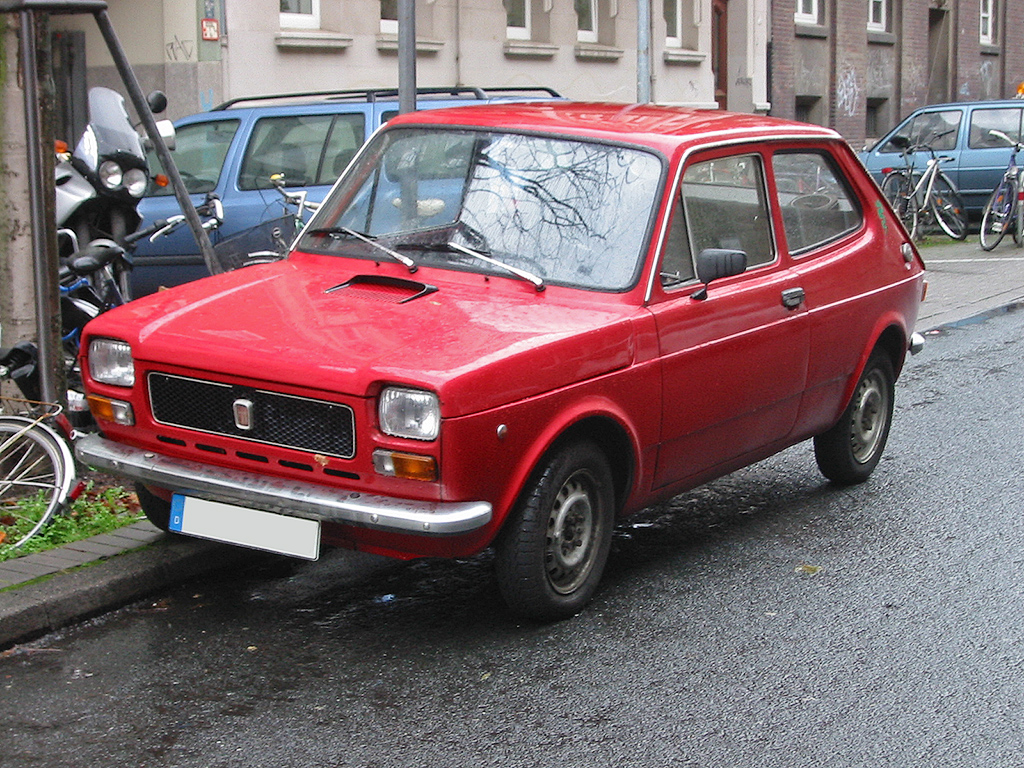
Fiat 127

A Fiat 127 bevezetése előtt a Fiat már több innovatív megoldást tesztelt, így az új modellnél is különös figyelmet fordítottak a korszerű technológiák alkalmazására. A jármű keresztmotoros, elsőkerék-hajtásos elrendezése forradalmi volt abban az időben, különösen a kisméretű autók szegmensében. A hátsó ülések lehajthatósága és a teljes mélységű hátsó ajtó bevezetése pedig lehetővé tette, hogy a térkihasználás maximális legyen: az utastér és a csomagtartó területek közel 80%-át hasznosíthatták. A biztonságra is kiemelt figyelmet fordítottak: a Fiat 127-ben található artikulált kormányoszlop és az ütközéskor deformálódó zónák segítették a vezető és az utasok védelmét. Ezen újítások révén nem csupán egy kényelmes autót kínáltak, hanem egy biztonságos közlekedési eszközt is.
A Fiat 127 gyorsan népszerűvé vált, nemcsak Olaszországban, hanem egész Európában. Az autó megjelenése előtt egy évvel bemutatott Renault 5-tel összehasonlítva, a Fiat 127 hamarosan több mint 20 ezer példányban talált gazdára az Egyesült Királyságban 1978-ban. Az autó különböző változatai, mint például a háromajtós hatchback és a deluxe kivitel, széles választékot kínáltak a vásárlóknak. 1972-ben elnyerte az Év Európai Autója díjat is, ami tovább növelte vonzerejét. A gyártási rekordok is tanúskodnak népszerűségéről: alig három év alatt elkészült az egymilliomodik példány is.
A Fiat 127 sorozatának első szériája viszonylag kis mértékben változott az évek során. Az alapmodellek mellett megjelentek különböző verziók, mint például a Special változat 1975-ben, amely stílusosabb hűtőrácsot és belső részletek finomításait tartalmazta. A motor teljesítményének módosítása érdekében kisebb átalakításokat végeztek el annak érdekében, hogy megfeleljenek az új környezetvédelmi normáknak.

## 2. sorozat
A Fiat 127 második sorozata 1977 májusában debütált, és új szintre emelte a modellt. A gyártó a külső megjelenést és a teljesítményt is frissítette, hogy megfeleljen az autósok egyre növekvő elvárásainak.
A Fiat 127 Series 2 megjelenése során a karosszéria alapvetően nem változott, de az új formavilág egyértelműen utalt arra, hogy az autó stílusa egy modernebb, szögletes irányba terelődik. A megújult első és hátsó részletgazdagság mellett a hátsó oldalsó ablakok is nagyobbak lettek, ami javította a kilátást és az autó általános esztétikáját. Az előző sorozat íves vonalvezetését felváltotta egy karakteres "Hofmeister kanyar" a C-oszlopnál, amely az autó sportosabb kinézetét hangsúlyozta. Az új hátsó negyedlemez-nyomások részben a brazil piacon forgalmazott Fiat 147 mintájára készültek, azonban itt elhagyták azt a hátsó szellőzőnyílást, ami Dél-Amerikában megvolt. A csomagtér ajtaja is jelentős változáson ment keresztül: meghosszabbították, így majdnem elérte a hátsó lökhárítót, megoldva ezzel azt a problémát, hogy az utasoknak nehéz volt pakolniuk az előző modell magas peremén.
A Fiat 127 Series 2 motorpalettáján újdonság volt az 1049 cm³-es motor opciója. Érdekes módon ez volt az egyetlen eset, amikor a "Brazil" ötfogatos OHC motort használták ebben a modellben, szemben a Fiat OHC egységgel a 128-asból. Ez lehetőséget adott arra, hogy az autó teljesítménye és üzemanyag-hatékonysága is javuljon. 1978 júniusában debütált az új Sport modell is, amely már egy megerősített motorral rendelkezett: 70 PS (51 kW) teljesítményt nyújtott. Ezt Abarth módosításokkal érték el: nagyobb szelepeket és Abarth kipufogórendszert alkalmaztak, valamint egy dupla torkú Weber karburátort is beépítettek. A sportmodell különleges belső kialakítással is büszkélkedhetett: sportos ülések, sajátos színkombinációk és egyedi díszítőcsíkok jellemezték.
1980 márciusában bemutatták a 147 Panorama-t számos európai piacon "127" emblémával. Ez az új modell már modernizált "Europa" előrésszel érkezett, visszafelé dőlő téglalap alakú fényszórókkal és blokkos irányjelzőkkel. Emellett létezett egy "high-cube" panel furgon változat is Fiorino néven, amely ugyancsak az új karosszériát használta.

### Brazil gyártású változatok
A Fiat 147, amely 1979-ben jelent meg Olaszországban, alapjául szolgált a Rustica változatnak. Ez a modell kifejezetten könnyű terepjárós munkákra lett tervezve, így erősített karosszériával és robusztusabb alkatrészekkel rendelkezett. Az autó szívét egy 1050 cm³-es motor adta, amely elegendő teljesítményt nyújtott ahhoz, hogy megbirkózzon a nehéz körülményekkel.
A 127 Rustica nem csak motorjában volt különleges; dizájnja is figyelemre méltó volt. A spartan megjelenésű belső térben brazil stílusú műszerfal található, míg az ülések világosbarna műbőr borítást kaptak. A jármű külseje félmatte katonai bézs színben pompázott, fekete felnikkel és téli gumikkal szerelve. Az egyetlen opcióként választható metal csomagtartón kívül az autó minden részletét funkcionális szempontok szerint alakították ki. A Rustica különlegességei között említhetjük még a megerősített felfüggesztést ("tropikus" rugók elöl és hátul), valamint a védőráccsal ellátott első és hátsó lámpákat, amelyek védelmet nyújtottak az off-road kihívások során. Ezen jellemzők révén a Rustica valódi terepjáróvá vált, amely képes volt megbirkózni Brazília zord útviszonyaival.
1981-ben bemutatásra került egy dízelmotoros változat is, amely hatchback vagy Panorama karosszériával készült. Ez a verzió kizárólag Brazíliában készült, és technikailag egy rebadged 147 volt. A dízel változatok megőrizték az eredeti dizájnt, még akkor is, amikor az olasz gyártású 127 átlépett a harmadik sorozatra. A "127 Unificata" bevezetésével 1983-ban egységes dizájnt kaptak az egész 127/147 vonalban, így tovább növelve e modellek népszerűségét.
Bár a 127 Rustica csak rövid időn át volt elérhető (1979-től 1981-ig), öröksége ma is tovább él azok között, akik emlékeznek erre az egyedi járműre. A Fiat márka iránti elkötelezettség és innovációja új irányokat szabott Brazília autóiparának fejlődésében.

## 3. sorozat
A Fiat 127 sorozat harmadik generációja, a Sorozat 3, bemutatása 1981 novemberben történt, és 1982 januárjában debütált Olaszországban, valamint más európai piacokon. Ez a modell különösen érdekes a rajongók és az autótörténet iránt érdeklődők számára, hiszen egy újabb lépést jelentett a Fiat történetében, amely egy évvel később, a teljesen új Unóval folytatódott. A Sorozat 3 számos újítással érkezett, amelyek megkülönböztették elődjétől.
A Sorozat 3 legszembetűnőbb eleme az új hűtőrács volt, amely már első ránézésre is eltért a Sorozat 2-től. Az új belső tér és műszerfal tervezése a Ritmo stílusjegyeit követte. A karosszéria panelek zöme változatlan maradt, kivéve a hosszabb motorháztetőt, amely lehetővé tette a nagyobb fényszórók elhelyezését. Az új dizájn nemcsak esztétikai szempontból volt figyelemre méltó, hanem funkcionálisan is javította az autó aerodinamikáját.
A Sorozat 3 legfontosabb technikai újítása a Fiat Fiasa motor bevezetése volt, amely a korábbi 1050 cm³-es motort váltotta fel. A Sport verzióban debütáló 1301 cm³-es motor több teljesítményt kínált, mint elődje, miközben a költségei alacsonyabbak voltak. Ezen kívül az ötsebességes kézi sebességváltó is újdonságnak számított a modell történetében – ez a fejlesztés különösen vonzóvá tette az autót azok számára, akik dinamikusabb vezetési élményre vágytak.
Ez a generáció különösen népszerű volt olyan országokban, mint Norvégia, Dánia és Finnország. A svájci vásárlók számára az Autobianchi A112 965 cm³-es motorját kínálták a helyi kibocsátási normák miatt. A Fiat emelte a kompressziós arányt és nagyobb karburátort szerelt fel az 1.05 literes 127 Super motorjába is, hogy megőrizze teljesítményelőnyét. Bár a Fiat Uno már 1983 januárjában leváltotta a 127-et mint a gyártó legnagyobb volumenű termékét ezen a piacon, az olasz gyártás egészen 1983 végéig folytatódott. Dél-Amerikában pedig egészen 1995-ig gyártották ezt a modellt.

### Fiat 127 Unificata
A Fiat 127 Unificata története nem csupán egy autómodell fejlődéséről szól, hanem a globális autóipar dinamikus változásairól is. Az olasz gyártás 1981-es leállítása után a Fiat Dél-Amerikából importálta a 127 Unificata modellt, amely egészen 1987-ig elérhető volt Európában, kizárólag baloldali vezetésű piacokon.
Az "Unificata" név – ami magyarul "egyesített"-et jelent – arra utal, hogy a Fiat minden modellje azonos dizájnt kapott. Korábban a brazil gyártású autók eltérő megjelenéssel bírtak; például a dízel és Panorama modellek jelentősen különböztek az olaszországi sorozatoktól. Az Unificata bevezetésével a Fiat célja az volt, hogy egységesítse a megjelenést és egyszerűsítse a termelést. A kínálatot lecsökkentették: csak az 1050-es benzinmotor és a dízelmotor maradt elérhető.
A legfontosabb változás az volt, hogy az ötfajta kivitel megszűnt. Ez különösen érdekes, mivel a SEAT továbbra is kínálta ezt a karosszéria típust a Fura modelljében egészen 1986-ig. A piaci igények változása miatt a Fiat úgy döntött, hogy a háromajtós változatokra összpontosít, amelyek könnyebben illeszkedtek az európai vásárlói szokásokhoz.
A Fiat 127 Unificata motorválasztéka meglehetősen egyszerű volt: egyetlen benzinmotorral (1050 cm³) és egy dízelmotorral kínálták. Ez lehetővé tette az alacsonyabb gyártási költségeket, miközben megfelelt az európai normáknak is. A jármű megbízhatósága és gazdaságossága segített megőrizni népszerűségét, még akkor is, amikor újabb modellek érkeztek a piacra.

### SEAT 127
A Fiat 127 spanyol változataként a SEAT 127 különleges helyet foglal el az autók történetében, hiszen nemcsak a formatervezése, hanem a technikai újításai is figyelemre méltók.
A SEAT 127 gyökerei a Fiat 127-hez nyúlnak vissza, amely az 1970-es évek elején jelent meg a piacon. A SEAT – Spanyolország legismertebb autógyártója – kihasználta a Fiat által biztosított licenc lehetőségeit, hogy létrehozza saját verzióját ennek a népszerű kisautónak. A SEAT design politikája lehetővé tette, hogy ne csak az alapmodell háromajtós változatát, hanem egy négyajtós verziót is készítsenek, amely még praktikusabbá tette ezt az autót a családok számára.
A SEAT 127 négyajtós változata nem csupán az utasok kényelmét szolgálta, hanem esztétikai szempontból is vonzóbbá tette az autót. Az oldalsó profil módosítása során a hátsó ablak vonala laposabbá és szögletesebbé vált, ami modern megjelenést kölcsönzött neki. Ezen kívül a SEAT egy egyedi változatot is előállított az OHV motorból: ez a motor 1010 cc-tel és 50 lóerővel (37 kW; 51 PS) büszkélkedhetett, ami jelentős teljesítményt biztosított egy ilyen kisautónak
A SEAT 127 népszerűsége lehetővé tette, hogy bizonyos piacokra Fiat emblémával exportálják. Ez azt mutatja, hogy nemcsak Spanyolországban volt keresett modell, hanem nemzetközi szinten is elismerésnek örvendett. A gyártás során összesen 1,238,166 egység készült el a SEAT 127-ből 1972 és 1984 között, amely kiemeli ennek az autónak a tartósságát és népszerűségét

### SEAT Fura Dos

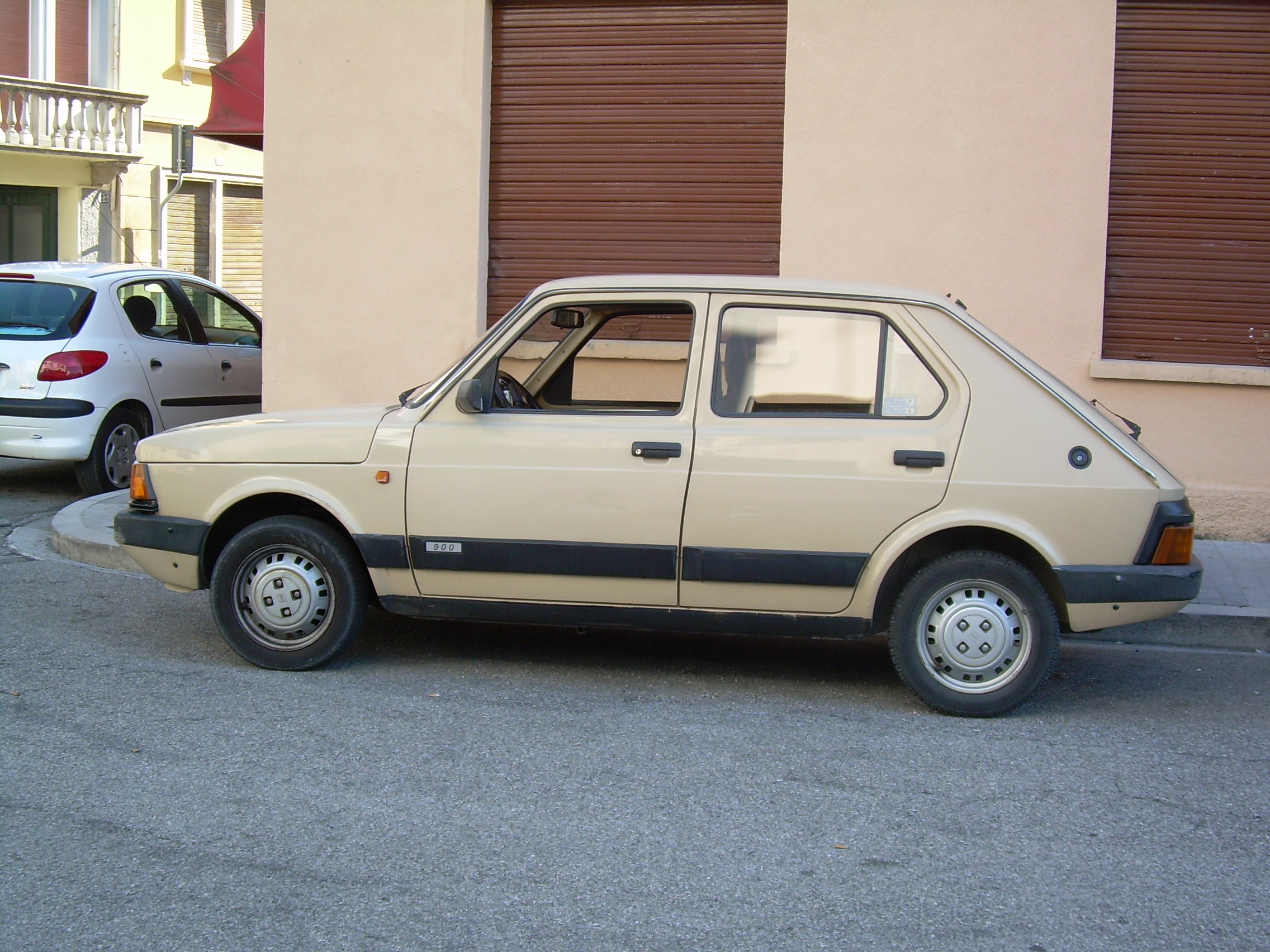
Seat Fura

Amikor lejárt a Fiat-tól kapott licencszerződésük, a SEAT nem állt meg: újragondolták az autót és megalkották a SEAT Fura Dos-t. Ez a modell már több új dizájnelemet tartalmazott, amelyek később az Ibiza első generációjában is megjelentek. A Fura Dos olyan innovációkat hozott magával, amelyek tovább erősítették a SEAT hírnevét az autóiparban.

### Polski Fiat 127p

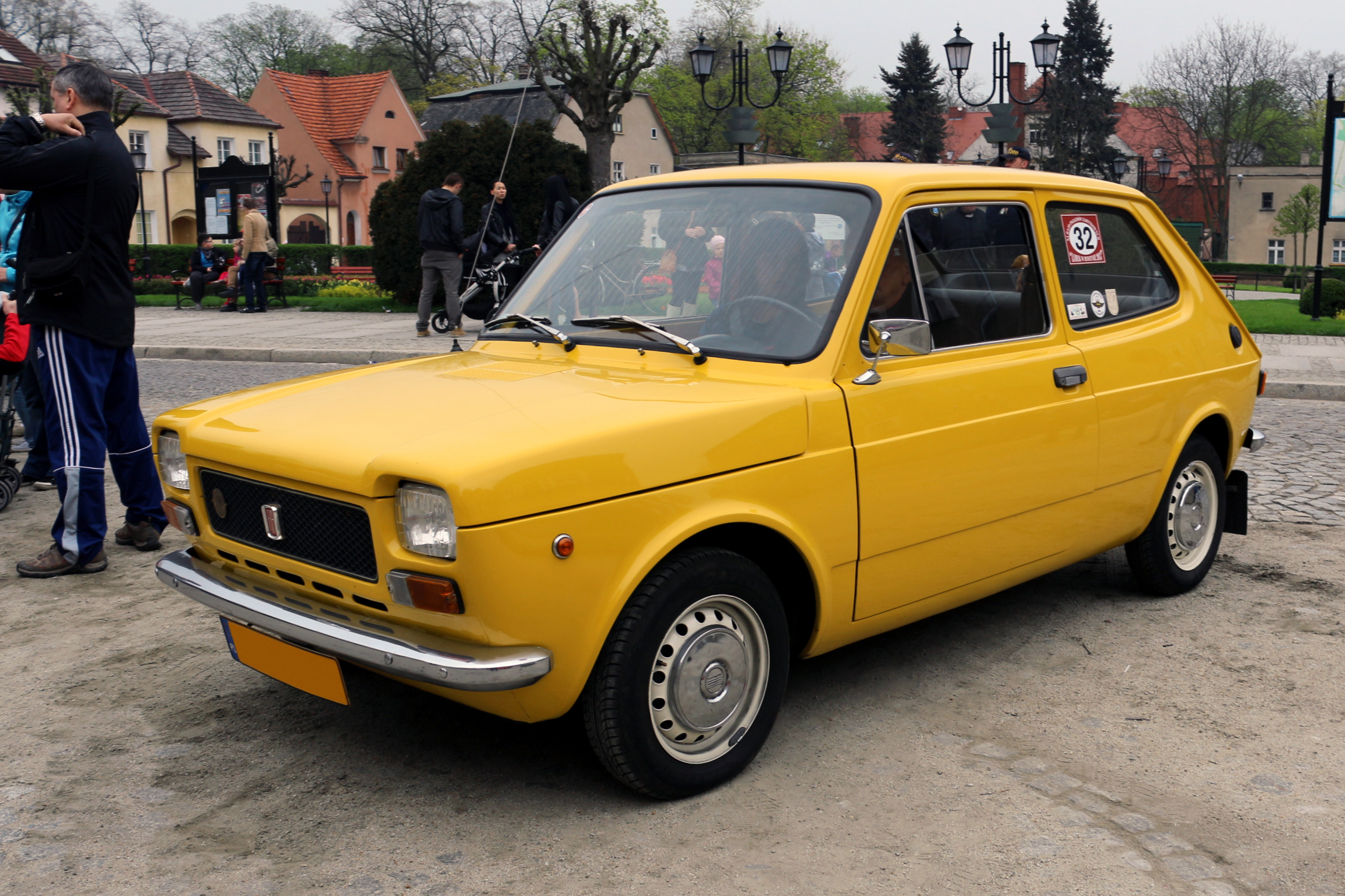
Polski Fiat 127p

A Polski Fiat 127p egy ikonikus autó, amely nemcsak a lengyel autógyártás történetében játszik fontos szerepet, hanem a közlekedési kultúrában is. A Muzeum Inżynierii Miejskiej (Városi Mérnöki Múzeum) Krakkóban bemutatja ezt a különleges járművet, amely a Fiat 127-es modell lengyel változata.
A Fiat 127 eredetileg Olaszországban készült, és hamar népszerűvé vált világszerte. Lengyelországban a gyártás 1973-tól kezdődött, amikor az FSO (Fabryka Samochodów Osobowych) és az FSM (Fabryka Samochodów Małolitrażowych) megkezdte a modell licenc alapján történő összeszerelését. A lengyel verziót „Polski Fiat 127p” néven ismerték, és az olasz és lengyel alkatrészek kombinációjával készült. Eredetileg a Polski Fiat 127p célja az volt, hogy egy népszerű autó legyen, amely széles körben elérhetővé válik a középosztály számára. Azonban hamarosan kiderült, hogy a gyártási költségek körülbelül 30%-kal magasabbak lesznek, mint a már sikeres 126p modell esetében. Ezért a gyártók úgy döntöttek, hogy inkább a kisebb modellt helyezik előtérbe, míg a nagyobb 127p-ből csak korlátozott mennyiség készült.
Bár a Polski Fiat 127p nem vált olyan népszerűvé, mint elődje, mégis fontos helyet foglal el Lengyelország autóipari örökségében. Az autó egyszerre képviseli a technológiai fejlődést és a gazdasági kihívásokat, amelyekkel az ország szembenézett az '70-es évek során. Az ilyen típusú járművek nem csupán közlekedési eszközök voltak; sok család számára ez jelentette az első lépést az autós életformába. A Muzeum Inżynierii Miejskiej kiállításai között megtalálható Polski Fiat 127p nem csupán egy autó; egy darab történelem is. Látogatók ezrei tekinthetik meg ezt az autót minden évben, és tapasztalhatják meg azt az időszakot, amikor Lengyelország gazdasági átalakuláson ment keresztül.

### Fiat 147

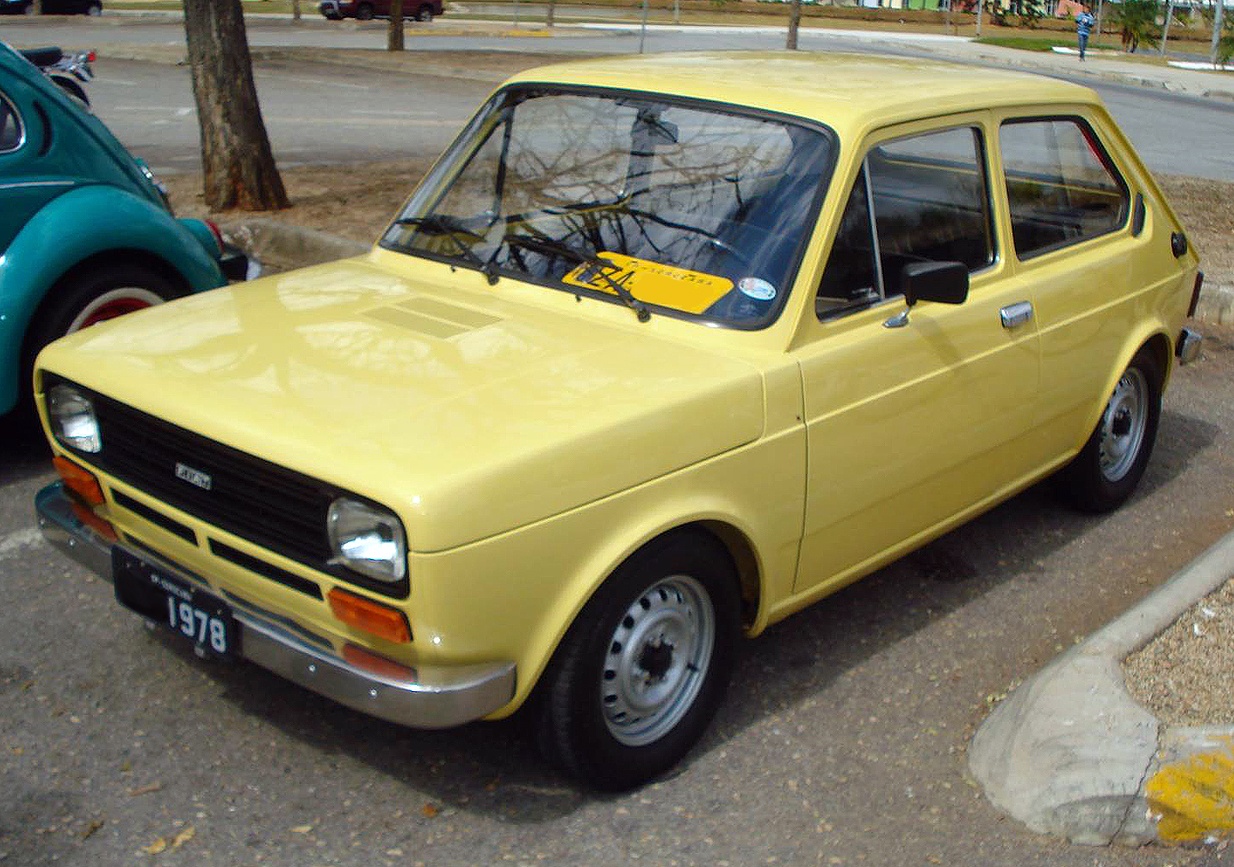
Fiat 147

A Fiat 147 1976-ban debütált Brazíliában, ahol azonnal nagy népszerűségnek örvendett, bár kezdetben sok kritikát kapott. A jármű három ajtós állomásautó változata, a „Panorama”, valamint egy klasszikus kétajtós szedán, az „Oggi” is elérhető volt. Emellett készítettek belőle egy pickupot, a „City”-t, és egy furgont is, a „Fiorino”-t. Brazíliában a Fiat 147 kétféle benzinmotorral volt kapható: egy 1050 cm³-es és egy 1300 cm³-es motorral, melyet Fiasa-nak hívtak. Ezen kívül exportpiacokra készült egy 1.3 L-es dízelmotorral is. A modell 1981-től kezdve Európába is exportálásra került, ahol a 127-es sedanokkal és hatchbackekkel együtt forgalmazták. A Fiat 147 összesen 1,169,312 példányban készült Brazíliában 1976 júliusától egészen 1986 végéig. Argentínában is gyártották, ahol összesen 232,807 darabot készítettek az autóból Spazio és Vivace néven egészen 1996-ig.
Bár a Fiat 147 eladási számai viszonylag jónak mondhatók voltak, az autó megítélése vegyes volt. Korai vásárlói tapasztalatok alapján sokan „alacsony szintűnek” és „nem túl megbízhatónak” titulálták a modellt. Ennek egyik oka lehetett, hogy a Fiat még csak akkor kezdte el értékesíteni autóit Brazíliában, így sok vásárlónak nem volt előzetes tapasztalata a márkával kapcsolatban. Mindezek ellenére a Fiat 147 alapvetően hozzájárult ahhoz, hogy a Fiat népszerűvé váljon Brazíliában és más dél-amerikai országokban is. Az autó stílusos dizájnja és praktikus felhasználhatósága miatt sok vásárló számára vonzó választásnak bizonyult.

### VAZ-1101

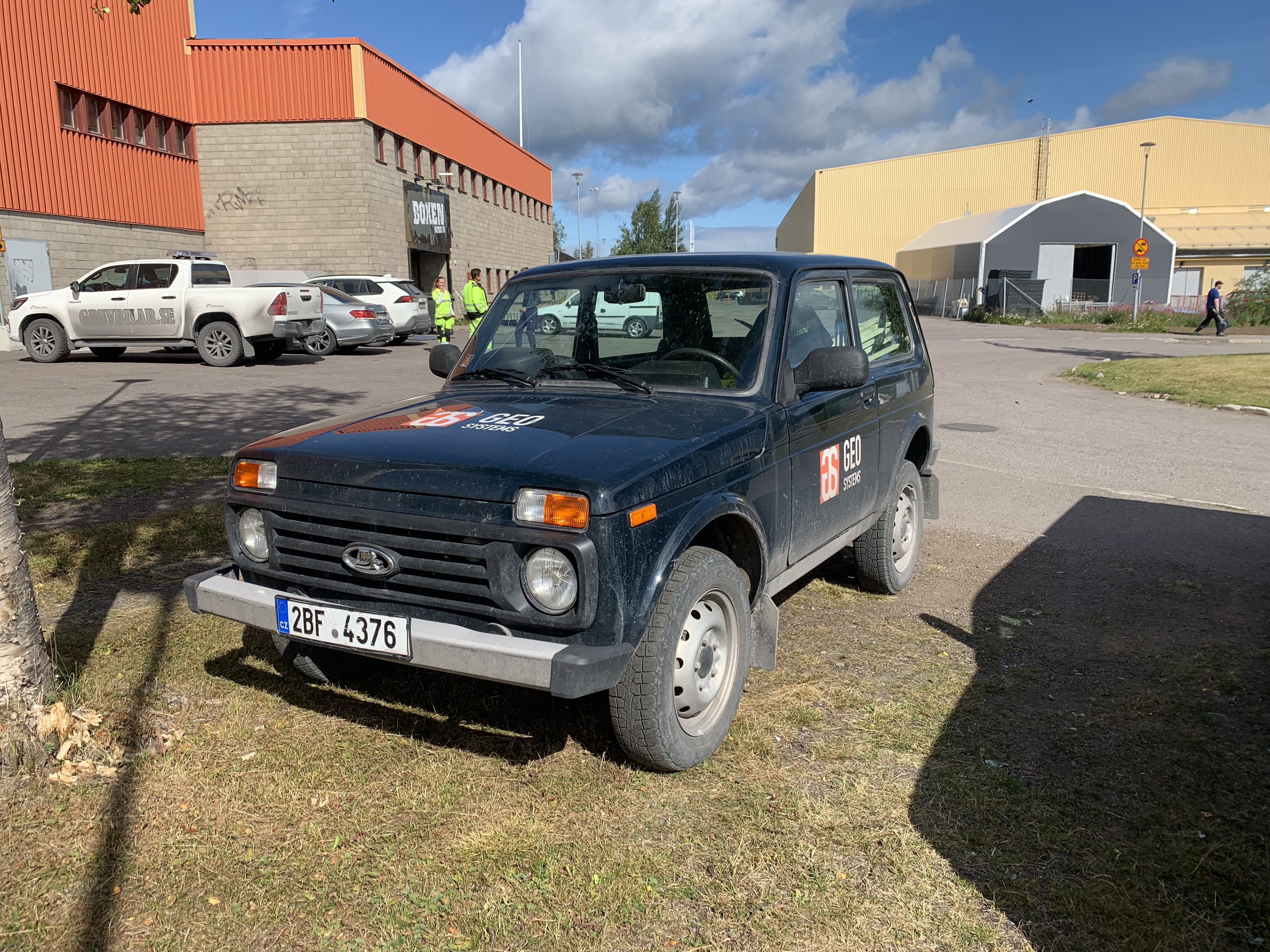
Lada Niva

A VAZ-1101 története a szovjet autóipar egyik érdekes fejezetét képezi, amely a Fiat 127 által inspirált tervezés köré épült. Az 1970-es évek elején a VAZ (Volga Autógyár) és a Fiat közötti együttműködés kibővítése céljából indult el ez a projekt, mely egy újabb kisautó kifejlesztését tűzte ki célul. A VAZ-1101 nemcsak egy új modellt jelentett volna, hanem egy olyan innovációt is, amely végül a jól ismert Lada Niva (VAZ-2121) alapjául szolgált.
A VAZ és a Fiat közötti kapcsolat az 1960-as évek végén kezdődött, amikor az olasz gyártó technológiai támogatást nyújtott az orosz cég számára. Ezt az együttműködést követően született meg az ötlet, hogy egy újabb modellt dolgozzanak ki, amely alacsonyabb árkategóriába tartozna és kiegészítené a már létező Fiat 124-alapú Zsiguli szedánt. A VAZ-1101 tervezése során cél volt egy kompakt, gazdaságos és vonzó autó létrehozása, amely megfelelne a szovjet piac igényeinek.
Bár a VAZ-1101 soha nem került sorozatgyártásra, számos érdekes tervezési elemet örökölt a Fiat 127-től. Az autó megjelenése tükrözte a korabeli trendeket: az előre nyíló "klam-shell" motorháztető és a lépcsőzetes övvonal valódi vizuális kapcsolatot teremtett az olasz modellel. Ezek az esztétikai jellemzők nemcsak vonzóbbá tették volna az autót, hanem hozzájárultak volna ahhoz is, hogy versenyképes maradjon a piacon. Ezen túlmenően a VAZ-1101 műszaki megoldásai is figyelemre méltók voltak. A fejlesztők igyekeztek modernizálni az autót olyan elemekkel, mint például az egyszerű karbantartás és javíthatóság érdekében alkalmazott moduláris felépítés. Mindezek mellett azonban az idő múlásával úgy tűnt, hogy a projekt háttérbe szorul.
Bár a VAZ-1101 soha nem lépett be a gyártási szakaszba, hatása mégis érezhető volt későbbiekben. Az autó designja és koncepciója jelentős inspirációt nyújtott a Lada Niva (VAZ-2121) számára, amely 1977-ben került piacra. A Niva márkát gyorsan népszerűvé tette világszerte, különösen off-road képességeivel és tartósságával. A Niva megjelenése során megtartott sok VAZ-1101-es vonást: például továbbra is láthatók voltak azok az ikonikus design elemek, amelyek már akkoriban is felkeltették az érdeklődést. Ezért mondhatjuk, hogy bár a VAZ-1101 nem vált valóra mint sorozatgyártott modell, annak öröksége mégis tovább él.

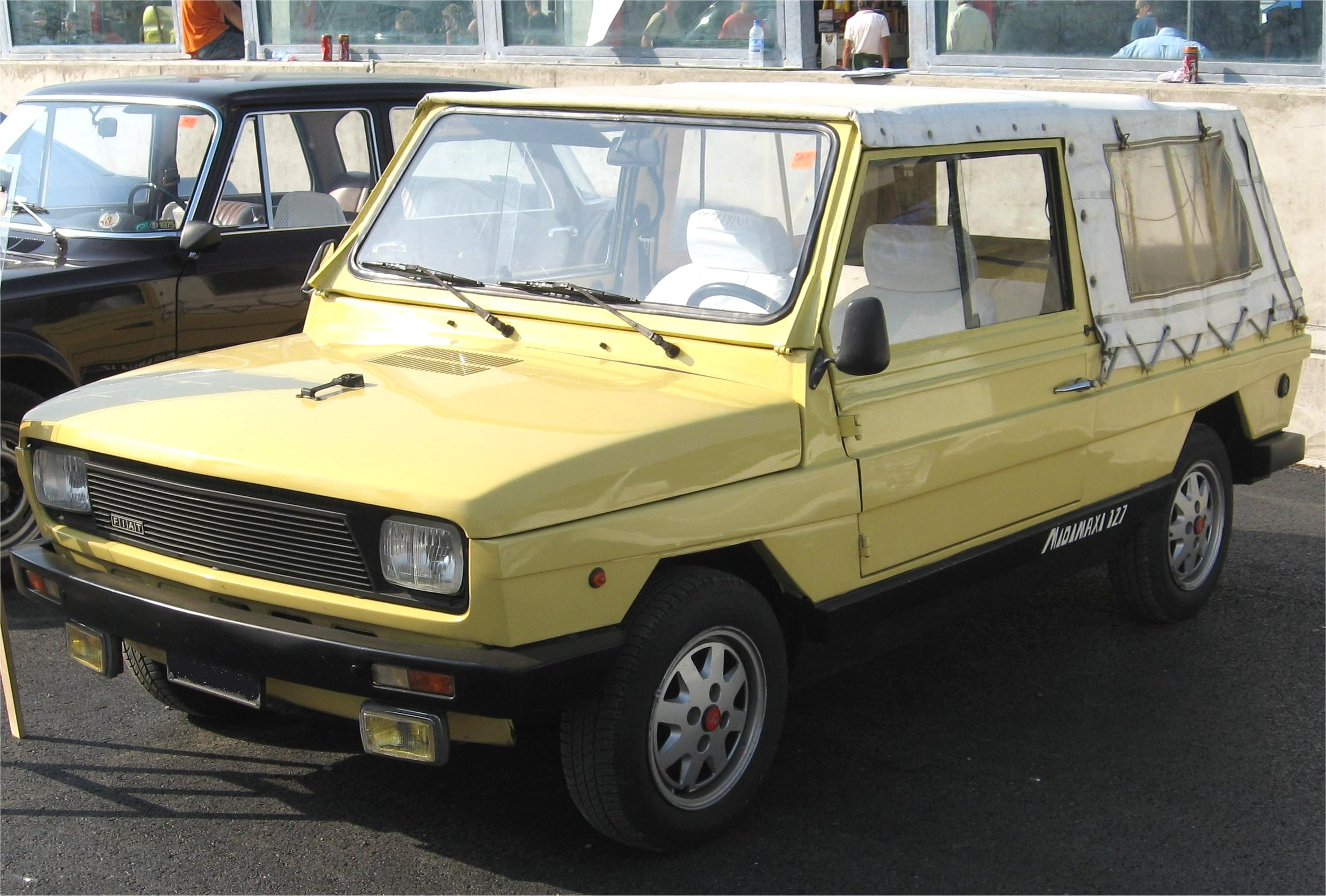
Moretti Midimaxi

### Moretti Midimaxi
A Moretti Midimaxi egy olyan autó, amely igazán kitűnik a tömegből. 1971-ben mutatták be a Torinói Autószalonon, és egyedi megjelenése azonnal megragadta a figyelmet. A Midimaxi a Renault Rodeo és Citroën Méhari stílusát idézi, de sajátos vonásai miatt azonnal megkülönböztethetővé válik. Bár külsőleg robusztusnak tűnik, az alapját képező elsőkerék-hajtásos technológia változatlan maradt. A Midimaxi nemcsak egy új dizájn volt, hanem egy életstílust is képviselt. Az autó kiválóan alkalmas volt a szabadidős tevékenységekre, mint például kirándulásokra vagy vidéki utakra. Rugged megjelenése ellenére a jármű kényelmes utazást biztosított, így népszerű választás lett azok körében, akik szerették volna felfedezni a természetet.

### Coriasco 127

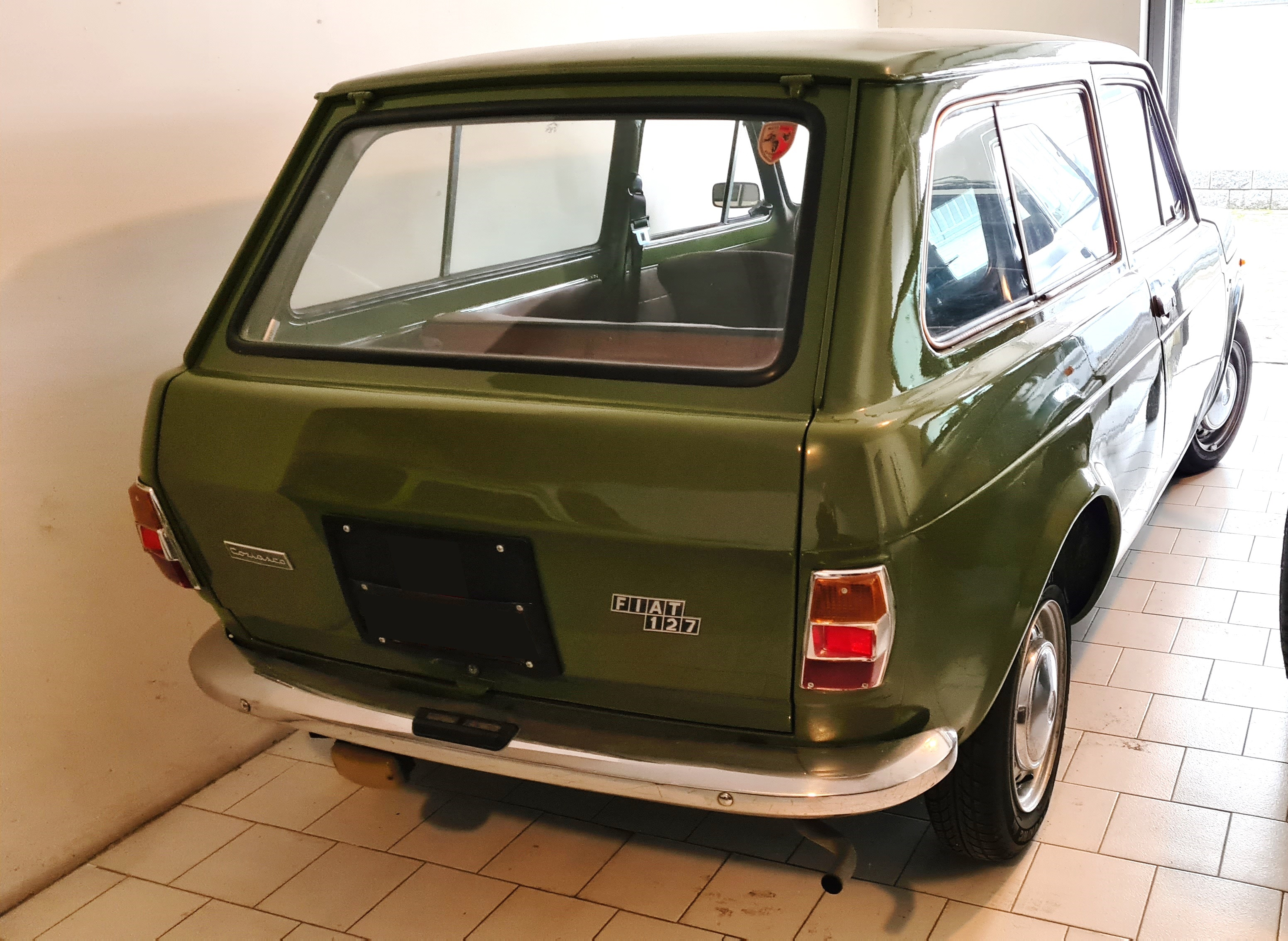
Fiat 127 Coriasco Familiare

A Coriasco 127 szintén érdekes történetet mesél el az olasz autóiparról. Ezt az autót 1971-ben mutatták be, és több változatban is elérhető volt. Az egyik legnépszerűbb változat a 127 Familiare volt. Ez az autó ideális választás volt családok számára, hiszen nagyobb csomagtérrel rendelkezett, mint az alapmodell. A Coriasco nem állt meg itt; kifejlesztettek egy panel van verziót is, amely nagyszerű megoldást kínált azok számára, akik munkájuk során sokat szállítanak. 1978-ban bemutatták a Coriasco 127 Farmot is – egy magas tetős szabadidőautót, amely hasonlított a Talbot Matra Rancho-hoz. Ez az új modell lehetővé tette a családok számára, hogy kényelmesen utazzanak.